# Rockol
Rockol — итальянский интернет-журнал, посвящённый музыке, основанный в 1995 году. Издателем и ответственным директором является Джампьеро Ди Карло, автор и профессор «Экономики и музыкальной индустрии» в магистратуре по музыкальным коммуникациям Католического университета Святого Сердца. Редакционным директором является Франко Дзанетти, писатель и журналист, который считается одним из ведущих итальянских экспертов по группе The Beatles .
В 2016 году получил премию Macchianera Awards как лучший итальянский музыкальный сайт. В 2017 году получил аналогичную награду на премии Targa Mei Musicletter. Rockol считается одним из крупнейших итальянских музыкальных сайтов с точки зрения качества и трафика.
С 2017 года ежегодно вручается премия Rockol Awards, на которой присуждают награды как итальянским, так и иностранным артистам.
Rockol принадлежит Rockol.com S.R.L., которая также владеет газетной организацией Rock Online Italia, зарегистрированной в 1996 году.